# Matthew Thornton
Pour les articles homonymes, voir Thornton.
Matthew Thornton, né en 1714 à Limerick (Irlande) et mort le 24 juin 1803 à Newburyport (Massachusetts), est un homme politique américain, signataire de la déclaration d'indépendance des États-Unis en tant que représentant du New Hampshire. Il fut élu au Congrès continental après avoir été président de la Chambre des représentants du New Hampshire.